# Танский, Чеслав

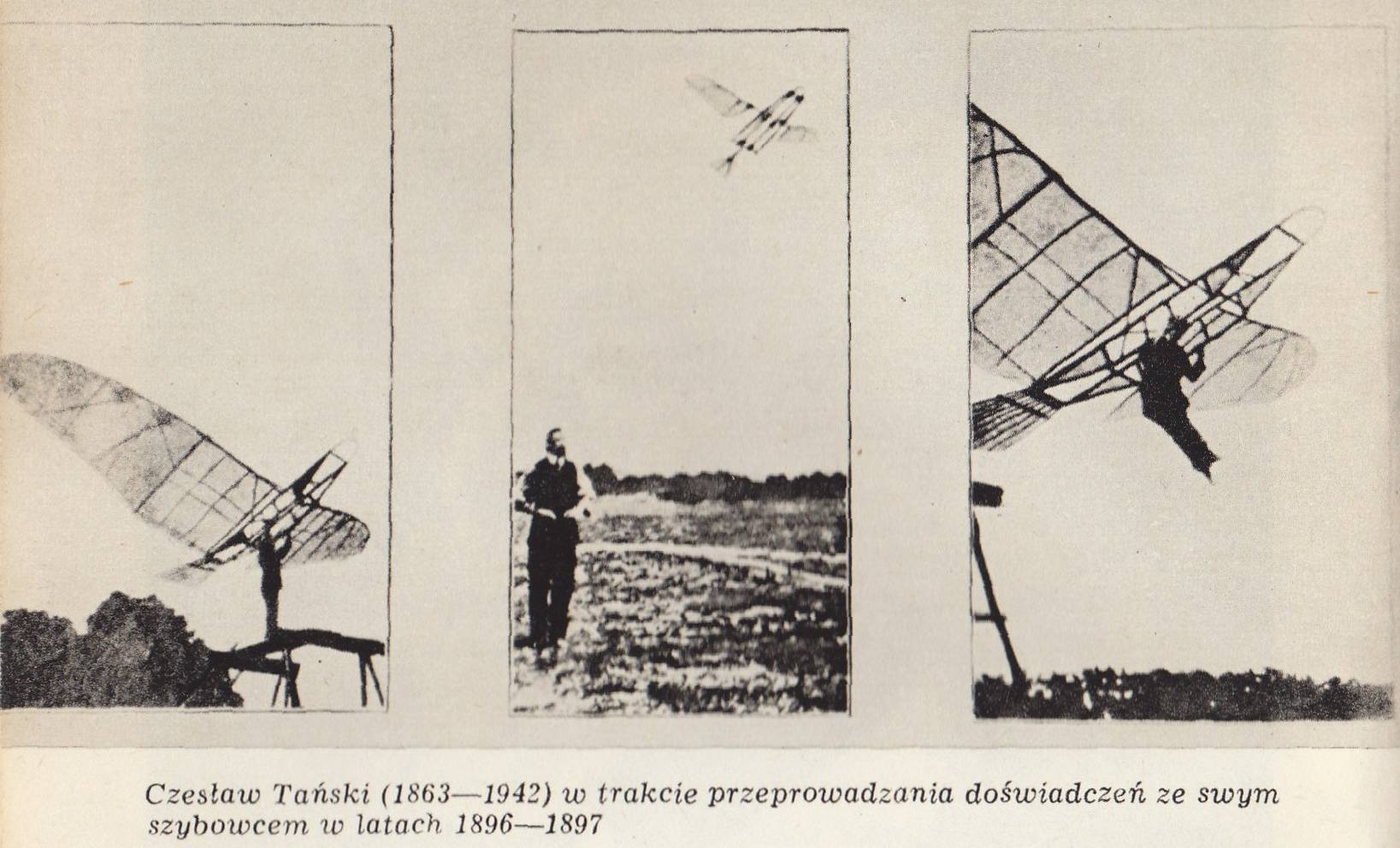
Чеслав Танский во время попыток полётов на моделях собственной конструкции в 1896—1897 гг.

Чеслав Танский (пол. Czesław Tański; 17 июля 1862, Груецкий повят, Царство Польское, Российская империя (ныне Мазовецкое воеводство, Польша) — 24 февраля 1942, Ольшанка, Мазовецкое воеводство) — польский художник, изобретатель, авиаконструктор, пионер планеризма. Считается одним из «отцов польской авиации».

## Биография

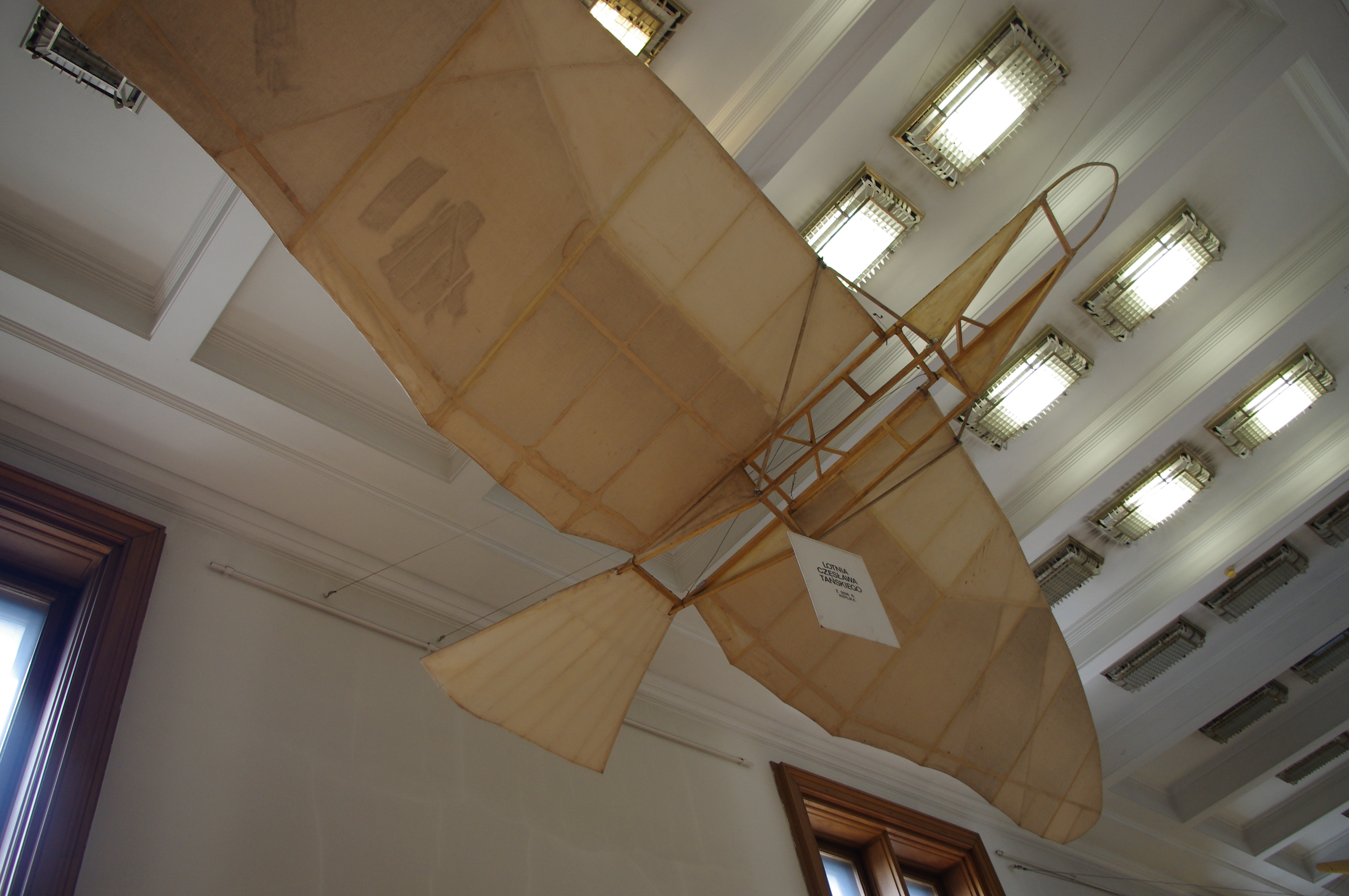
Копия летательного аппарата Ч. Танского в варшавском музее техники

Родился в семье обедневшего шляхтича, участника польского восстания (1863—1864).
Будущий художник получил образование в варшавском Классе Рисования, основанном В. Герсоном. После его окончания получил стипендию и в 1882 году продолжил учёбу в Мюнхенской академии художеств. В 1901 году отправился в Париж, где продолжил совершенствовать мастерство в Академии Жюлиана и получил несколько наград.

## Творчество
Акварелист. Автор пейзажей, жанровых полотен, батальных сцен, портретов, картин в жанре ню. Однако страстью всей жизни Ч. Танского была авиация.

## Конструирование
Некоторое время жил в Москве. С 1893 года занимался конструированием и постройкой своих летательных моделей с резиновыми двигателями. Под влиянием полётов Отто Лилиенталя в 1895 году построил собственный планёр «Lotnia» с поверхностью крыльев 7 м² и массой 18 кг, на котором совершил первые попытки полётов в окрестностях Варшавы, окончившиеся неудачей (летательный аппарат был разрушен). Позже усовершенствовал его и в следующем году предпринял новые попытки полётов на расстояние 20-40 метров высотой в несколько метров. Попытки полётов моделей стали первыми такого рода в Польше.
В 1905—1907 годах Танский заинтересовался созданием вертолётов и построил его прототип.
Построенные модели летательных аппаратов конструкции Танского погибли во время оккупации Варшавы в годы Второй мировой войны.

## Память
В 1957 году Польский аэроклуб учредил медаль им. Чеслава Танского, которой награждают за выдающиеся достижения в области планеризма в Польше.